# Caracoles (Flamenco)
Die Caracoles sind ein Palo des Flamenco, das heißt eine seiner musikalischen und tänzerischen Formen. Ihrer Herkunft und ihrer musikalischen Charakteristik nach gehören sie zur Gruppe der Cantiñas. Die Bezeichnung rührt von dem Ausruf ¡Caracoles, caracoles! in der Schlussstrophe her, dem Ruf einer Straßen-Verkäuferin, die Schnecken feilbietet.

## Geschichte
Die älteste bekannte Quelle, die ein Musikstück mit dem Titel Los Caracoles enthält, ist eine Gitarrenschule von Francisco Sánchez Roda aus dem Jahr 1850. Das Werk enthielt neben Los Caracoles einige Stücke nationaler Bekanntheit, beispielsweise eine Jota aragonesa, den Jaleo de Jerez und den Himno de Riego, daneben Salonstücke wie Walzer, Rigaudons, Polkas und Mazurkas. Die Stücke waren in relativ einfacher Notenschrift und nicht in Tabulatur notiert. Das deutet darauf hin, dass das Werk für gebildete Amateure bestimmt war, die Noten lesen konnten. Diese erst 2018 von Guillermo Castro Buendía entdeckte Quelle legt den Schluss nahe, dass es sich um ein schon damals bekanntes Stück der gehobenen Musikkultur handelte.
Aus einer Veranstaltungs-Ankündigung von 1866 geht hervor, dass bereits damals Por Caracoles getanzt wurde. Es ist nicht sicher, aber wahrscheinlich, dass es sich dabei um die hier vorliegende Liedform handelt. Aus dem Jahr 1876 ist ein Lied namens La Caracolera, die Schneckenverkäuferin, von Manuel Sanz de Terroba (1829–1888) überliefert. Es besteht aus drei Teilen, die jeweils in einer Strophe mit dem Ausruf ¡Caracoles, caracoles! enden.
Die moderne Form der Caracoles gestaltete und verbreitete der andalusische Flamencosänger Antonio Chacón (1869–1929).
Gemeinhin gilt Tío José el Granaíno (1818–1858) als Schöpfer der Caracoles in Form eines Flamencogesangs. Francisco Hidalgo, genannt Paco el Gandul, habe das Lied von Tío José el Granaíno übernommen und modifiziert, bevor ihm Antonio Chacón die endgültige Form gegeben habe. Solche mündlichen Überlieferungen sind jedoch mit Vorsicht zu beurteilen, da sich mit der Zeit einerseits Halbwahrheiten einschleichen, andererseits Tatsachen in Vergessenheit geraten. Jedoch geben auch die erhaltenen schriftlichen Dokumente nur einen kleinen Teil der Wirklichkeit jener Zeit wieder.

## Musikalische Charakteristik
Manuel Sanz’ Lied von 1876 ist in D-Dur im 2⁄4-Takt notiert. In melodischer Hinsicht ähneln die drei Refrainstrophen der späteren Flamenco-Fassung, jedoch ohne die Arpeggien (Rasgueos) und Melismen, die Chacóns Gitarrenspiel bzw. Gesang charakterisieren. Die moderne, von Chacón geschaffene Fassung wird im 12⁄8-Takt musiziert, entsprechend der Soleá und den anderen Cantiñas.

## Verse
Chacóns Fassung besteht aus vier Teilen, die er folgendermaßen interpretierte: Die erste schwer, die zweite pointiert, die dritte als Übergang und die vierte als Schlussstrophe mit dem Ausruf, dem der Palo seinen Namen verdankt. Antonio Chacón sang folgenden Text:
La gran calle de Alcalá

Cómo reluce

cuando suben y bajan

los andaluces.

Vámonos,

al café de La Unión,

donde paran Curro Cúchares,

el Tato y Juan León.

¡Ay!, eres bonita

y el conocimiento

la pasión no quita

Te quiero yo

más que a la mare

que me parió

Porque vendes castañas asadas,

aguantando la nieve y el frío,

con tus zapatos y tus medias calás,

eres la reina por tu marido.

Regordonas, que se acaban

hermosas como recién casadas

y yo las vendo por un querer.

¡Caracoles, Caracoles,

mocito qué ha dicho usted,

que son tus ojos dos soles

y vamos viviendo y olé.
Die Prachtstraße von Alcalá,

wie sie leuchtet!

wenn sie auf und ab flanieren

die Andalusier.

Gehen wir!

ins Café La Unión,

wo Curro Cúchares auftritt,

der Tato und Juan León.

Oh, wie schön du bist

und der Verstand

mindert nicht die Leidenschaft.

Ich liebe dich

mehr als die Mutter

die mich zur Welt brachte.

Wie du geröstete Kastanien verkaufst,

dabei dem Schnee und der Kälte trotzt,

in deinen durchnässten Schuhen und Strümpfen,

bist du die Königin für deinen Mann.

Hübsch rund liegen sie beieinander

wie frisch verheiratet

und ich verkaufe sie für eine Liebe.

Schnecken! Schnecken!

Junge, was haben Sie gesagt,

dass deine Augen wie zwei Sonnen sind,

wir werden leben, olé!
Zugunsten der kunstvollen musikalischen Form löste Antonio Chacón die Schlussstrophe aus dem Text des einfacheren Liedes von 1876; gab den Textzusammenhang auf zugunsten einer kohärenten musikalischen Struktur. Die Strophe mit den gerösteten Kastanien entnahm er aus einer 1843 veröffentlichten Tonadilla. Die Eingangsstrophe lautete zuvor:
Santa Cruz de Mudela

cómo reluce

cuando suben y bajan

los andaluces
Santa Cruz de Mudela

wie sie leuchtet

wenn sie hin und zurück reisen

Die Andalusier.
Santa Cruz de Mudela in der Provinz Ciudad Real in der Region La Mancha war seit 1865 ein Bahnknotenpunkt auf der Strecke von Andalusien nach Madrid und Zwischenstation für Reisende aus Andalusien. Die Variante mit La gran calle de Alcalá ist in einer Aufnahme von 1907 mit dem Titel Alegrías erhalten. Jenes Lied, gesungen von El Mochuelo zum Tanz von Juana la Macarrona, endete jedoch nicht mit dem Ausruf ¡Caracoles!